# 佐々木透
佐々木 透（ささき とおる、1980年6月8日 - ）は日本の演出家、劇作家。

## 来歴
大阪府出身、17歳で単身上京。2001年-2005年、ク・ナウカ シアターカンパニーにて『佐々木リクウ』の名で俳優として活動。退団後は執筆を中心としたソロ活動に入る。
2007年12月　ソロユニット、リクウズルームを開始。
『サトウヒロシ』が第19回日本劇作家協会新人戯曲賞の一次選考を通過、『家族の休日』 が「日本の劇」戯曲賞2013最優秀賞受賞。泉鏡花の小説『外科室』を基にした作品『世界はあなたの物』が第５回泉鏡花記念金沢戯曲大賞 受賞。

## 作品

### 演出
- 紙風船　（岸田国士作）
- ガラスの動物園　（テネシー・ウィリアムズ作）
- ゴドーを待ちながら（サミュエル・ベケット作）

### 戯曲
- 日常茶飯時
- ノマ
- 下生しさらせ右に左に弥勒で上に（ AAF戯曲賞2012最終候補作ノミネート）
- 家族の休日（日本の劇戯曲賞2013最優秀賞受賞）
- サトウヒロシ

### 出演
- しっぽをつかまれた欲望（パブロ・ピカソ作／神里雄大 演出）